# Who's Last
Who's Last är ett livealbum av den brittiska rockgruppen The Who, utgivet 1984. Det spelades in 1982 i Maple Leaf Gardens i Toronto, under vad som kallades bandets avskedsturné.
Albumet innehöll inga låtar från bandets senaste album. De nyaste var från 1978 års Who Are You, om man inte räknar covern på "Twist and Shout" vilken man inte spelat in tidigare.

## Låtlista
Samtliga låtar skrivna av Pete Townshend om annat inte anges.
1. "My Generation" - 3:23
2. "I Can't Explain" - 2:39
3. "Substitute" - 2:54
4. "Behind Blue Eyes" - 3:39
5. "Baba O'Riley" - 5:34
6. "Boris the Spider" (John Entwistle) 5:34
7. "Who Are You" - 6:35
8. "Pinball Wizard" - 2:55
9. "See Me, Feel Me" - 4:38
10. "Love Reign O'Er Me" - 5:12
11. "Long Live Rock" - 3:35
12. "Reprise" - 1:38
13. "Won't Get Fooled Again" - 11:19
14. "Doctor Jimmy" - 4:57
15. "Magic Bus" - 6:53
16. "Summertime Blues" (Jerry Capehart/Eddie Cochran) 3:07
17. "Twist and Shout" (Phil Medley/Bert Russell) 3:59